# Lingqiao (köpinghuvudort i Kina, Zhejiang Sheng, lat 30,03, long 120,03)
Lingqiao är en köpinghuvudort i Kina. Den ligger i provinsen Zhejiang, i den östra delen av landet, omkring 28 kilometer sydväst om provinshuvudstaden Hangzhou. Antalet invånare är 28 181. Befolkningen består av 13 494 kvinnor och 14 687 män. Barn under 15 år utgör 14,0 %, vuxna 15-64 år 76 %, och äldre över 65 år 9,0 %.
Runt Lingqiao är det tätbefolkat, med 356 invånare per kvadratkilometer. Närmaste större samhälle är Puyan, 18,1 km nordost om Lingqiao. I omgivningarna runt Lingqiao växer i huvudsak blandskog.
Genomsnittlig årsnederbörd är 2 020 millimeter. Den regnigaste månaden är juni, med i genomsnitt 365 mm nederbörd, och den torraste är januari, med 79 mm nederbörd.